# ورا توماس
 ورا توماس (انگلیسی: Vera Thomas؛ زاده ۳ دسامبر ۱۹۲۱ - درگذشته ۹ ژوئیهٔ ۱۹۹۵) یک بازیکن تنیس روی میز اهل بریتانیا است.